# أورلاندو غراهام
أورلاندو غراهام (5 مايو 1965 في الولايات المتحدة - ) (بالإنجليزية: Orlando Graham)‏ هو لاعب كرة سلة أمريكي في مركز هجوم قوي الجسم. لعب مع غولدن ستايت ووريورز وكواد سيتي ثندر.

## وصلات خارجية
- أورلاندو غراهام على موقع إن بي أي (الإنجليزية)
- أورلاندو غراهام على موقع سبورتس رفرنس (الإنجليزية)
- أورلاندو غراهام على موقع كلية كرة السلة في سبورتس رفرنس.كوم (الإنجليزية)
- أورلاندو غراهام على موقع ريلجم (الإنجليزية)
- أورلاندو غراهام على موقع بروبوليرز (الإنجليزية)